# ギター・ショップ
ギター・ショップ (Jeff Beck's Guitar Shop) は、1989年にリリースされたジェフ・ベックのスタジオ・アルバム。
ジェフ・ベック(g)、テリー・ボジオ(dr)、トニー・ハイマス(key)の編成で、トニー・ハイマスがシンセ・ベースによるベース・パートも担当。グラミー賞（ベスト・ロック・インストルメンタル・パフォーマンス）を受賞。バラード「ホエア・ワー・ユー」では、アーミングで音程をコントロールするという離れ技を見せた。同年のNHKのツールドフランス総集編では同アルバムから３曲が使われ話題になる。「スタンド・オン・イット」は、翌年に放映されたホンダ・アコードのCMソングに起用された。

## 曲目
1. ギター・ショップ - Guitar Shop 5:03
2. サヴォイ - Savoy 3:53
3. ビハインド・ザ・ヴェイル - Behind the Veil (Hymas) 4:55
4. ビッグ・ブロック - Big Block (Beck, Bozzio, Hymas) 4:09
5. ホエア・ワー・ユー - Where Were You (Beck, Bozzio, Hymas) 3:17
6. スタンド・オン・イット - Stand on It 4:59
7. デイ・イン・ザ・ハウス - Day in the House (Beck, Bozzio, Hymas) 5:03
8. ツー・リヴァーズ - Two Rivers (Beck, Bozzio, Hymas) 5:25
9. スリング・ショット - Sling Shot (Beck, Hymas) 3:05